# فیلیس در
فیلیس در (انگلیسی: Phyllis Dare; ۱۵ اوت ۱۸۹۰ – ۲۷ آوریل ۱۹۷۵) خواننده و بازیگر اهل بریتانیا بود.
وی در تئاترهای تئاتر آدلفی، تئاتر وودویل، تئاتر لیریک، لندن و تئاتر ساووی به اجرای نمایش پرداخته است. زنا در خواهر بزرگتر فیلیس بوده است.

## نگارخانه

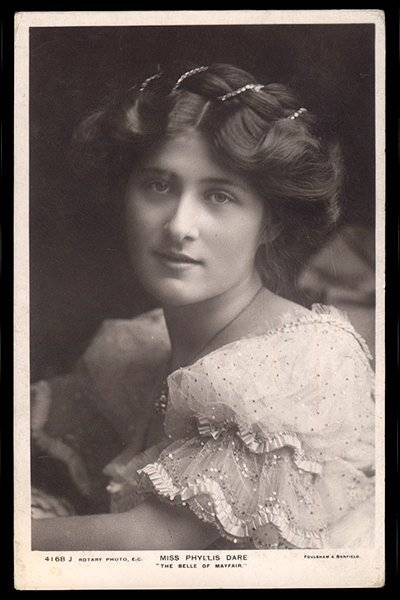
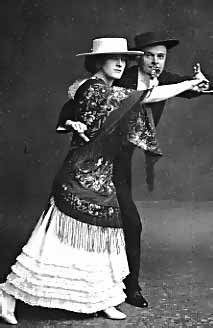